# Шоковая заморозка

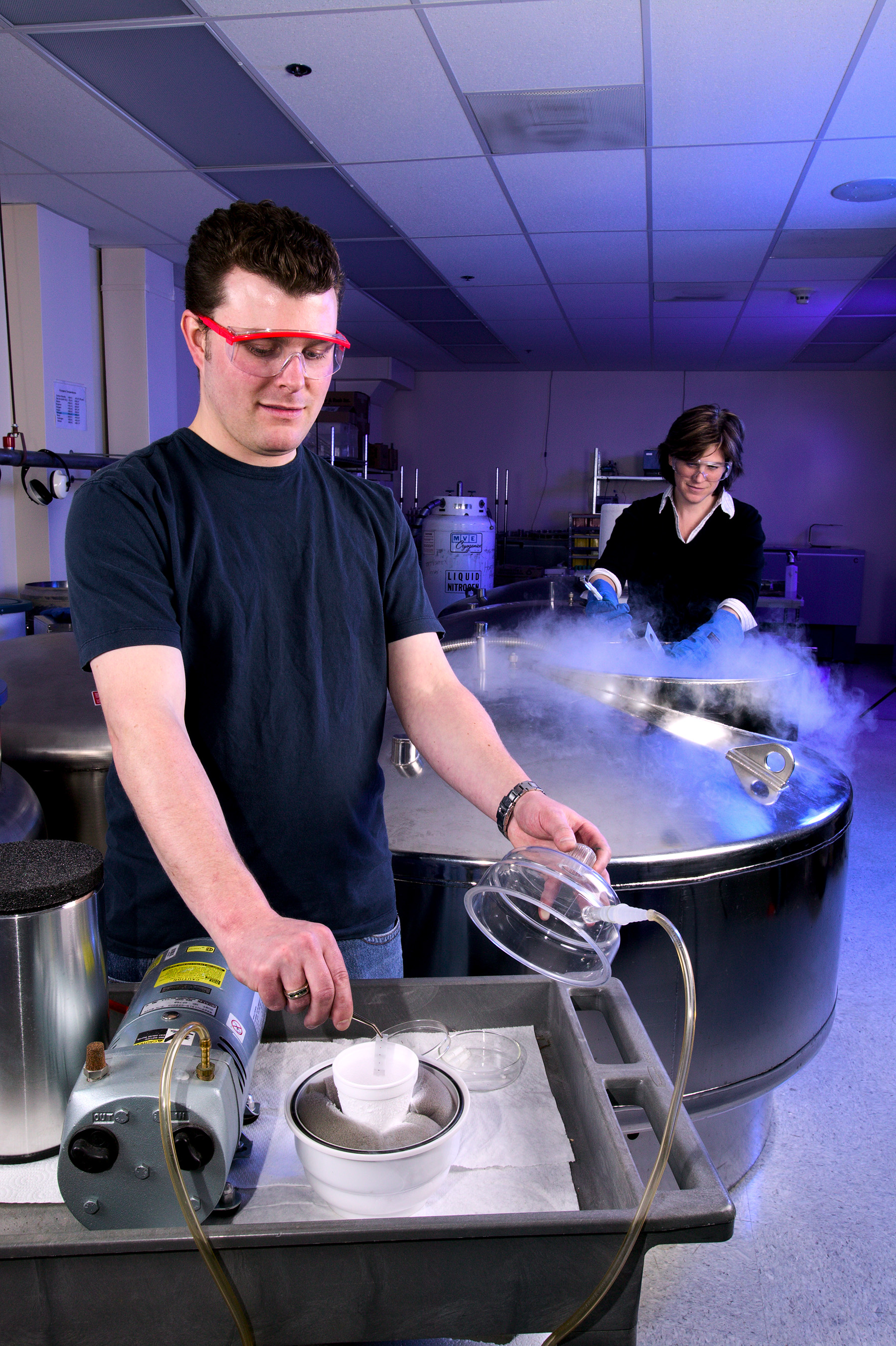
Процесс шоковой заморозки

Шоковая заморозка — способ заморозки и хранения продуктов питания при −30…−35 °C, отличающийся от обычной заморозки обдувом холодным воздухом, за счет чего процесс ускоряется в 3—10 раз. Широко применяется в пищевой промышленности для длительного хранения мяса, рыбы, овощей, ягод, готовых блюд.

## История
Ранее[когда?] ошибочно считалось[кем?], что чем быстрее происходит заморозка, тем лучше качество, так как кристаллы льда меньше, чем при обычной заморозке. В современных исследованиях получены данные, что увеличение скорости замораживания не приводит к улучшению качества и что существует оптимальная скорость замораживания, характерная для каждого продукта.
Нормативная скорость заморозки в ЕС определяется как снижение температуры в центре продукта с +5° до −18 °C за 4 часа. Данный температурный режим направлен на сокращение микробиологической контаминации замораживаемых продуктов.
В диссертации К. П. Венгер «Научные основы создания техники быстрого замораживания пищевых продуктов» (1992) показано, что интегральный показатель качества максимален не при максимальной скорости. Вместо этого существует скорость, при которой качество максимально и отклонения от этой скорости в большую или меньшую сторону приводит к снижению качества продукта. Эти же данные подтверждаются в диссертации Данг Ван Лая «Разработка высокоэффективной низкотемпературной системы для быстрой заморозки рыбопродуктов» (2011). Если превысить оптимальную скорость замораживания, то «в филейной части тунца появляются глубокие разрывы».
Шоковую заморозку подсмотрели у северных индейцев, которые после вылова не сразу замораживали рыбу, а после вылова держали её в ледяных бассейнах, а замораживали только тогда, когда поднимался сильный ветер и была низкая температура. Это давало качество рыбы значительно выше обычной. Но эта логика не распространяется на другие виды пищевых продуктов. Индейцы физически не могли создать такие скорости потоков воздуха, которые создают современные аппараты шоковой заморозки. И продукт у индейцев был один — рыба. Применение максимально технически доступной скорости даже к рыбе приводит к резкому ухудшению качества — глубоким разрывам.
Нахождение оптимальной скорости замораживания для различных продуктов при шоковой заморозке требует исследований.
Существуют несколько основных причин, которые дают шоковой заморозке преимущества перед медленной:
1. Шоковая заморозка приводит к образованию большего числа зародышей кристаллов, чем медленная заморозка и как следствие сокращению количества доступной для роста зародышей кристаллов воды. Появление очень крупных единичных кристаллов[1], вызвано конкурентным ростом зародышей, так как скорость роста кристалла пропорциональна площади его поверхности. Чем больше зародышей, тем меньше шансов у единичных кристаллов вырасти. Однако ввиду подвижности протонов в кристаллической решетке со временем происходит рекристаллизация;
2. Замедление химических реакций, таких как автолиз и ферментация. В соответствии с «Правило Вант-Гоффа» скорость химических реакций замедляется при снижении температуры. Чем быстрее охлаждение, тем медленнее происходит разрушение продукции;
3. Окисление жиров. Холодная сублимация.[2] Замерзший лед в виде ледяных игл имеет размеры доходящие до 180 и более микрон, что в несколько раз превышает размеры клеток диаметры мышечных волокон. Кристаллы протыкают клеточные мембраны и постепенно при хранении происходит процесс рекристаллизации. Все соприкасающиеся кристаллы льда сращиваются в пористый кристалл, занимающий весь объем продукта. После чего начинается процесс сублимации. Испарившаяся вода открывает каналы для проникновения кислорода внутрь. Происходит окисление жиров и их прогоркание. Для предотвращения сублимации в пищевой промышленности применяется глазирование. Шоковая заморозка имеет преимущество в том, что сублимация начинается со 3-4 месяца хранения замороженного продукта, тогда как при обычной заморозке сублимация начинается немедленно. Причина такой задержки в том, что рекристаллизация более мелких кристаллов, созданных шоковой заморозкой, начинается позже, что оттягивает начало активной сублимации;
4. Деформационные изменения наступают в продукте при быстром замораживании потому, что плотность льда и воды отличается. Например, в мебельном производстве чтобы согнуть ножку стула, требуется проводить медленную деформацию, иначе ножка сломается. Таким же образом замедление деформации улучшает качество замораживаемого продукта. Вопреки распространенному мнению, что чем быстрее заморозка тем лучше качество, в реальности это не так. Как показано в работе Венгер, повышение скорости замораживания обязательно приводит к ухудшению качества продукции.

До сегодняшнего дня причины некоторого улучшения качества при быстрой заморозке неизвестны, как и неизвестны причины сокращения размера кристаллов при быстрой заморозке.
В XXI веке появились и другие виды морозильных технологий. Одна из них это японская технология CAS и её аналоги. Это быстрая заморозка в магнитном поле, которая работает при температурах заморозки и хранения ниже −40 °C. За счёт использования таких температур увеличивается срок хранения продуктов. Однако широкого применения такое оборудование не находит ввиду крайне высокой стоимости и именно поэтому применяется только для очень дорогих продуктов типа филе тунца.
В последние годы[когда?] уделяется внимание замораживанию с применением акустических и ультразвуковых волн.